# Giotto (sonda kosmiczna)
Giotto – bezzałogowa sonda Europejskiej Agencji Kosmicznej zbudowana specjalnie do badań komety Halleya. Statek utworzył wraz ze statkami innych państw tzw. Armadę Halleya. Sondzie Giotto zawdzięczamy pierwsze w historii bezpośrednie zdjęcia jądra kometarnego. Sonda zdobyła je przelatując zaledwie 596 km od komety. Giotto był też pierwszym statkiem, który powrócił z głębokiej przestrzeni i zbliżył się do Ziemi. Próbnik ten był pierwszym obiektem międzyplanetarnym zbudowanym przez ESA.
Sonda została nazwana na cześć średniowiecznego włoskiego malarza Giotto di Bondone.

## Parametry orbity

Trajektoria lotu sondy

- od 2 lipca 1985 do 14 marca 1986 (00:03 UTC) orbita okołosłoneczna: 0,723 x 1,037 j.a.; 301,28 d; 2,1009289°
- 14 marca 1986 (00:03 UTC) zbliżenie do komety 1P/Halley na odl. 596 km
- od 14 marca 1986 do 4 kwietnia 1986 orbita okołosłoneczna: 0,723 x 1,037 j.a.; 301,28 d; 2,1009289°
- od 4 kwietnia 1986 do 10 lipca 1992 (15:18:43 UTC) orbita okołosłoneczna: 0,733 x 1,04 j.a.; 304,6 d; 2,0901464°
- 10 lipca 1992 (15:18:43 UTC) zbliżenie do komety 26P/Grigg-Skjellerup na odl. 200 km
- od 10 lipca 1992 orbita okołosłoneczna: 0,733 x 1,04 j.a.; 304,6 d; 2,0901464°

## Konstrukcja sondy
Studia wstępne nad próbnikiem rozpoczęto w latach 1979–1981. W 1982 zakończono prace nad podsystemami i systemami, a w końcu 1985 próbnik był gotowy do lotu. Głównym wykonawcą próbnika była wytwórnia British Aerospace w Bristolu (Wielka Brytania). Tutaj powstała konstrukcja mechaniczna i jej układ, system elektryczny i inne podzespoły. Natomiast szczegóły realizowane były przez podwykonawców. I tak wytwórnia Dornier (RFN) i Contraves (Francja) wykonały cylinder zewnętrzny ze stożkami łączącymi trzy przedziały wyposażeniowe, system przeciwobrotowy i mechaniczną część utrzymująca ogniwa słoneczne. Również Dornier wykonał osłonę przeciwmeteorytową, sporządzoną z kompozytu przekładanego gąbką. W wytwórni francuskiej SEP w Bordeaux powstał silnik przeznaczony do zmiany orbity z geostacjonarnej na heliocentryczną. Silnik Mage-I-SB miał paliwo w ilości 374 kg, masę własną 39,2 kg i czas pracy 55 sekund. Próbnik został zabezpieczony przed wpływem wysokich temperatur. Osłony wykonała holenderska wytwórnia Fokker. Były to osłony bierne i czynne. System obrotu anteny dookólnej wykonano w wytwórni SEP w Vernon. Antena obracała się z prędkością 10-20 obr./min, masa mechanizmu, w tym silnika, wynosiła 11,7 g, a zużycie energii 9,5 W. Baterie słoneczne wykonano w RFN (wytwórnia AEG). Każde ogniwo miało rozmiar 2 x 4 cm, łącznie zbudowano 5032 ogniwa, dające moc 165 W. Energia magazynowana była w akumulatorach Ni-Cd. Czujniki Ziemi i Słońca i podzespoły orientacji powstały w zakładach Dorniera (RFN). Silniki korekcyjne i manewrowe powstały w ERNO, oparte na hydrazynie. Cztery silniki miały ciąg po 4 N, masa hydrazyny i gazu ciśnieniowego 69,0 kg. System elektroniczny, telekomunikacyjny powstał u Thomsona (Francja). Szybkość przekazu około 16 bitów/s, moc w paśmie S 48 W, moc w paśmie X (oba przy nadawaniu) 96 W, masa 26,1 kg. System pamięci miał 352 kanały wejściowe i 372 wyjściowe, prędkość zapisu 360-46 080 bitów/s, masa 15,0 kg, moc aparatury 12 W. Anteny były dziełem dwóch wytwórni: Dorniera i Ericssona (RFN i Szwecja). Łączna masa 14,6 kg.
Ważnym wyposażeniem  próbnika była kamera telewizji barwnej. Obiektyw o względnym otworze 6 miał ogniskową 1 m. Kamera była schowana we wnętrzu próbnika, a obiektyw pracował za pośrednictwem lustra ustawionego pod kątem 45° do osi. Dzięki obrotowi zwierciadła o 180° kamera była w stanie fotografować jądro komety podczas przelotu koło niej.
Konstrukcja statku była oparta na konstrukcji satelity ESA – GEOS. Sonda była stabilizowana obrotowo, z prędkością 15 obrotów/min. 1,5 m antena talerzowa, pracująca w paśmie X, była ciągle nastawiana, w celu skierowania jej w stronę Ziemi. Korpus statku, w kształcie cylindra, składał się (wewnątrz) z trzech platform: górnej (grubość 30 cm), głównej (40 cm) i platformy eksperymentów (30 cm). Na szczycie statku zamontowany był trójnóg otaczający antenę dużego zysku. Wydłużał on statek do 2 metrów i 85 cm. Główny silnik był umieszczony w środku cylindra, z dyszą wystającą na spodzie statku. Sonda posiadała osłonę przeciwpyłową. Składała się ona z wierzchniej warstwy aluminium (grubości 1 mm) oraz 12 mm warstwy kevlaru, oddzielonych od siebie pustą przestrzenią. Osłona ta chroniła statek przed uderzeniami cząstek o wadze do 1 grama.

### Ładunek
Ładunek naukowy składał się z 10 eksperymentów: wąskokątnego aparatu fotograficznego, trzech spektrometrów masowych, różnych detektorów pyłu, fotopolarymetru i zestawu eksperymentów plazmy. Wszystkie eksperymenty działały prawidłowo i przesłały unikalne dane naukowe, z których, chyba najważniejsze, były zdjęcia przedstawiające jądro komety.
- HMC (Halley Multicolor Camera – Wielokolorowy Aparat Fotograficzny Komety Halleya)
- NMS (Neutral Mass Spectrometer – Spektrometr Masowy Gazów Obojętnych)
- IMS (Ion Mass Spectrometer – Spektrometr Masowy Jonów)
- PIA (Particle Impact Analyser – Analizator Uderzeń Cząstek)
- JPA (Three-dimensional Positive Ion Analyser (Johnstone Plasma Analyser) – Trójwymiarowy Analizator Jonów Dodatnich)
- RPA (Retarding Potential Analyser)
- MAG (MAGnetometr)
- DID (Dust Impact Detector – Detektor Uderzeń Pyłu)
- OPE (Optical Probe Experiment – Eksperyment Próbnika Optycznego)
- EPA (Energetic Particle Analyser – Analizator Cząstek Energetycznych)
- GRE (Radio Science Experiment – Radiowy Eksperyment Naukowy)

## Cele naukowe
1. uzyskanie kolorowych fotografii jądra;
2. określenie składu chemicznego (na poziomie pierwiastków) i izotopowego komy – tj. gazowej otoczki jądra komety;
3. scharakteryzowanie procesów zachodzących w atmosferze i jonosferze kometarnej;
4. określenie składu pierwiastkowego i izotopowego cząstek pyłu;
5. zmierzenie całkowitej produkcji gazów, objętościowej i masowej produkcji pyłu oraz określenie współczynnika gazu do pyłu;
6. zbadanie makroskopowego układu przepływu plazmy będącego rezultatem interakcji kometa – wiatr słoneczny.

## Opis misji
Giotto został przygotowany specjalnie dla badań komety 1P/Halley, która w 1986 roku miała przejść przez peryhelium swojej okołosłonecznej orbity.

### Start
Sonda wystartowała z Centrum Kosmicznego w Kourou w Gujanie Francuskiej ze stanowiska startowego ELA-1 na pokładzie rakiety nośnej Ariane 1 w locie V-14 (2 lipca 1985).

### Misja podstawowa
Po ponad ośmiu miesiącach podróży sonda zbliżyła się do komety (14 marca 1986 o godz. 00:03 UTC) – Giotto znajdował się wówczas w odległości 0,89 j.a. od Słońca i 0,98 j.a. od Ziemi, tworząc z linią kometa-Słońce, kąt 107 stopni. Największe zbliżenie do komety Halleya odbyło się w odległości 596 km, choć projektanci misji chcieli by statek przeszedł w odległości 500 km.
Na czternaście sekund przed zbliżeniem, Giotto został uderzony przez „dużą” cząstkę pyłu. Uderzenie to spowodowało odchylenie wektora momentu pędu o 0,9°, i statek zaczął wykonywać ruch nutacyjny wokół nowej osi z okresem 16 s i amplitudą 0,9°. Przez następne 32 minuty dane były odbierane w sposób przerywany. Niektóre instrumenty uległy w tym czasie różnym uszkodzeniom. Inne, np. czujniki detektora pyłu, camera baffle, deflecting mirror, zostały wystawione na działanie cząsteczek pyłu powodujących degradację przyrządów. Mimo tego, większość przyrządów przetrwała to zbliżenie z małymi lub nieznaczącymi uszkodzeniami. W wątpliwym stanie lub częściowo uszkodzone były: aparat fotograficzny (później przestał działać w ogóle) i jeden z analizatorów plazmy (RPA). Całkowicie przestały działać: spektrometry masowe i po jednym czujniku z detektorów pyłu i analizatorów plazmy (JPA).

### Misja rozszerzona
Podczas rozszerzonej misji Giotto wykonał przelot koło Ziemi w odległości 16 300 km (2 lipca 1990, 10:01:18 UTC). Było to pierwsze zbliżenie do Ziemi wykonane przez statek wracający z głębokiej przestrzeni kosmicznej. Podczas tego przejścia, statek dokonał pomiarów pola magnetycznego i cząstek energetycznych. Giotto, wykorzystując manewr asysty grawitacyjnej koło Ziemi, pomyślnie dotarł do komety 26P/Grigg-Skjellerup (10 lipca 1992). Giotto zbliżył się do komety na odległość 200 km, z prędkością (względem niej) 13,99 km/s. Odległość od Słońca wynosiła 1,01 j.a., a od Ziemi – 1,43 j.a.. Instrumenty zostały włączone wieczorem 9 lipca. Osiem eksperymentów wykazało zadziwiającą sprawność i zebrało unikalne dane. Johnstone Plasma Analyser wykrył pierwszą obecność jonów kometarnych w odległości 600 000 km od jądra (12 godzin przed zbliżeniem). Dust Impact Detectors (Detektory Uderzeń Pyłu) zanotowały pierwsze zderzenie z większą cząstką o godz. 15:30:56. Wtedy też wykryto łuk i fale uderzeniowe oraz obszary przyspieszeniowe (acceleration regions).

### Zakończenie misji
23 lipca 1992 praca Giotto została oficjalnie przerwana po tym, jak dokonano wszelkich przygotowań statku do jego trzeciego przejścia w tryb hibernacji. Na pokładzie zostało tylko 1 do 7 kg paliwa, ilość niewystarczająca do wykonania jakichkolwiek większych manewrów w przyszłości. Giotto raz jeszcze przeleciał koło Ziemi, w dniu 1 lipca 1999 w odległości 219 000 km (02:40 UTC). Statek poruszał się wtedy z prędkością ok. 3,5 km/s względem Ziemi.